# Sandaki
Sandaki Mari Djata fue mansa (título equivalente al de rey) del imperio de Malí entre los años 1389 y 1390.
Durante el reinado de Musa II fue sandaki (gran consejero imperial). En la práctica tomaba gran parte de las decisiones, incluso fue más allá del poder de un consejero. Al tiempo, Sandaki se casó con la madre de Musa II. En esa época lanzó campañas militares para aplacar diversar rebeliones levantadas al este del imperio, con resultados diversos. Cuando Musa II cuestionó su autoridad, Sandaki Mari Djata lo encarceló. A su muerte en el año 1387, el trono debía pasar a su hermano Maghan II; sin embargo, Sandaki se negó a cederle el poder y terminó asesinándolo.
Sandaki se convirtió por tanto en el segundo mansa no miembro de la dinastía Keita en regir el imperio, hasta que en 1390 Mahmud, hermano de Musa II y posteriormente nombrado Maghan III, lo mató y le arrebató el trono.